# Euphorbia vallis-mortuae
Euphorbia vallis-mortuae là một loài thực vật có hoa trong họ Đại kích. Loài này được (Millsp.) J.T.Howell mô tả khoa học đầu tiên năm 1931.